# Matting (Pentling)
Matting ist eine Gemeindeteil der Gemeinde Pentling im Oberpfälzer Landkreis Regensburg.

## Lage
Matting liegt am Südufer der Donau. Um die Bewirtschaftung der Felder am Nordufer zu ermöglichen, existiert über die Donau eine Gierfähre.

## Geschichte
Im 3. Jahrhundert sollen Römer hier gesiedelt haben. Um 530 siedelten hier Bajuwaren. Ein gewisser Mato soll mit seiner Sippe hier den Ort gegründet haben.
Die erste beurkundete Erwähnung Mattings ist bereits zwischen 875 und 882 in Verbindung mit dem Hochstift Regensburg und dem Kloster St. Emmeram nachzuweisen. Am 11. Februar 901 wurde der Ort von einem Hitto an Abtbischof Tuto von Regensburg übergeben. Zwischen den Jahren 901 und 1648 ist Weinbau an den Südhängen nachweisbar.
Die Pfarre Matting wurde wahrscheinlich noch im 11. Jahrhundert vom Kloster St. Emmeram gegründet und wird erstmals im 12. Jahrhundert urkundlich genannt. Eine St.-Wolfgangskirche ist seit dem Jahre 1415 nachweisbar. Im Jahre 1224 erhielt auch das benachbarte Benediktinerkloster Prüfening Besitz in Matting. Die Mattinger Seelsorger kamen aber bis ins frühe 19. Jahrhundert aus dem Kloster St. Emmeram. Seit 1787 gab es einen ständigen Pfarrvikar im Ort. 1817 wurde Matting als selbstständige Pfarrei errichtet.
Am 11. November 1854 wurde die Genehmigung erteilt, eine Wagenfähre als Gierfähre am Hochseil zu betreiben. Matting wurde 1869 als eigenständige Gemeinde im Bezirksamt Stadtamhof errichtet. Im Rahmen der Gebietsreform in Bayern wurde Matting am 1. Juli 1972 zuerst nach Großberg eingegliedert und kam dann am 1. Mai 1978 gemeinsam mit Großberg nach Pentling.

## Baudenkmäler
Baudenkmäler sind ein Gasthaus, ein Bauernhof, drei Bauernhäuser, die katholische Pfarrkirche St. Wolfgang und der Pfarrhof. Sie gehören zu den ältesten Steinhäusern Bayerns.

## Naturschutzgebiet
Am gegenüberliegenden Nordufer der Donau liegt das Naturschutzgebiet Mattinger Hänge, welches sich auch auf den Landkreis Kelheim erstreckt.

## Vereine
Örtliche Vereine sind der Sportclub Matting, die Freiwillige Feuerwehr Matting und der Freundeskreis Matting.